# Hello Gutter, Hello Fadder
«Hello Gutter, Hello Fadder» (с англ. — «Привет сточной канаве!») — шестой эпизод одиннадцатого сезона мультсериала «Симпсоны». Впервые вышел в эфир 14 ноября 1999 года.

## Сюжет
Гомер отказывается посидеть на чайной вечеринке Мэгги и вместо этого идёт играть в боулинг, сказав Мардж, что на заводе случилось ЧП. Ложь раскрывается, когда Гомер выбивает 300 очков и привлекает внимание СМИ. За свои заслуги Гомер становится знаменитостью, появляется на Спрингфилдских Крестиках-Ноликах с Человеком-Осой, Посторонним Мелом, и со своим старым знакомым Роном Ховардом. Но слава не вечна, и Гомер быстро сходит на нет от «Человека Дня» до «Где они теперь?» В депрессии он решает посвятить свою жизнь детям. Барт и Лиза не воспринимают всерьёз его резкое увлечение детьми, но Мэгги не может сказать нет, в силу того, что не может говорить. Гомер ведёт младшую дочь на уроки плавания, но она слишком боится воды. Позднее Гомер тонет в океане, и только Мэгги смогла спасти его. Отец понимает, что у него не всегда будет слава, а дети будут всегда.